# Bovrup
Bovrup (Duits: Baurup) is een plaats in de Deense regio Zuid-Denemarken, gemeente Aabenraa. Het dorp telt 455 inwoners (2007).